# Julian Bennett
Pour les articles homonymes, voir Bennett, Benett, Bennet et Benet.
Julian Bennett, né le 9 juin 1949 et mort le 29 janvier 2025, est un archéologue britannique.

## Biographie
Après ses études dans le secondaire, Julian Bennett travaille comme archéologue indépendant en Angleterre et en Allemagne. Il est admis à l'université de Durham où il obtient une licence avec mention en archéologie en 1978. Ensuite, il intègre l'université de Newcastle où il est nommé directeur des fouilles pour l'organisme public English Heritage. Il obtient son doctorat en archéologie romaine dans cette même université en 1991 après des études en temps partiel. Le titre de sa thèse est The Setting, Development and Function of the Hadrianic Frontier in Britain.
De 1985 à 1995, il travaille pour une agence de voyage new-yorkaise, en tant que guide pour des institutions telles que le Smithsonian et le Metropolitan Museum of Art, et en tant que chef de groupe et conférencier en archéologie lors de croisières en bateau en Europe et en Scandinavie, dans le monde méditerranéen et en Amérique du Sud.
En 1995, Julian Bennett est devenu professeur à l'université Bilkent à Ankara. Ses domaines d'expertise sont l'archéologie provinciale et militaire romaine, ainsi que l'architecture romaine tardive et byzantine en Turquie, et l'étude de l'architecture de l'Antiquité tardive et du Moyen Âge.
Il publie des monographies et des articles sur divers aspects de la Grande-Bretagne romaine et médiévale, ainsi que sur l'armée romaine. Il est l’auteur de plusieurs livres dont une biographie de l'empereur romain Trajan.
Il travaille également sur le terrain lors de fouilles de sauvetage en milieu rural et urbain en Grande-Bretagne, en Roumanie et en Allemagne, puis mène un projet de recherche ultérieur, l'étude de l'architecture du château moldave et ottoman de Belgorod-Akkerman en Ukraine. Il est élu membre de la Society of Antiquaries of London en 2002, devenant ainsi la troisième personne en Turquie à recevoir cette distinction. Il apparaît dans des documentaires télévisés pour la BBC, The History Channel et National Geographic.

## Publications

### Ouvrages
- (en) Trajan. Optimus Princeps. A Life And Times, Londres, Routledge, 1997, 317 p. (ISBN 978-0-415-16524-2).
- (en) Towns in Roman Britain, edition Shire, 2001, 4e éd. (1re éd. 1980) (ISBN 0747804737).

### Articles
- (en) « A Further Vessel by the Aldgate-Pulborough Potter », Britannia, vol. 9,‎ 1978, p. 393-394 (JSTOR 525955).
- (en) avec Robert Young, « Some New and Some Forgotten Stamped Skillets, and the Date of P. Cipius Polybius », Britannia, vol. 12,‎ 1981, p. 37-44 (JSTOR 526242).
- (en) « Hadrian and the Title Pater Patriae », Britannia, vol. 15,‎ 1984, p. 234-235 (JSTOR 526597).
- (en) « Plumbatae from Pitsunda (Pityus), Georgia, and some observations on their probable use », Journal of roman military equipment studies, no 2,‎ 1991, p. 59-63 (ISSN 0961-3684).
- (en) « New Evidence from Ankara for the collegia veteranorum and the albata decursio: In Memoriam J. C. Mann », Anatolian Studies, vol. 56,‎ 2006, p. 95-101 (JSTOR 20065548).
- (en) « Two New Centurions of the « Legio IIII Scythica » », Latomus, t. 66,‎ 2007, p. 404-413 (JSTOR 41545245).
- (en) « A Centurion and His Slave: A Latin Epitaph from Western Anatolia in the Rijksmuseum van Oudheden, Leiden », Anatolica, no 33,‎ 2007, p. 129-142.
- (en) « The Cohortes Augustae Cyrenaicae », Journal of African Archaeology, vol. 7,‎ 2009, p. 107-121 (JSTOR 43135471).
- (en) « Mummies for export? The Repatriation of a corpse from Alexandria to Ancyra in the Roman Imperial Period », The Journal of Egyptian Archaeology, vol. 96,‎ 2010, p. 216-219 (JSTOR 23269766).
- (en) « Un engin de torture, une baïonnette à crochets; une arme blanche déshonorée: an historical-archaeological evaluation of the Sawback bayonets of the Deutsches Heer », Journal of Conflict Archaeology, vol. 14, nos 2-3,‎ 2019, p. 99-125 (JSTOR 48601693).

### Chapitres
- (en) « The cappadocian frontier: from the Julio-Claudians to Hadrian », dans Philip Freeman, Julian Bennett, Zbigniew T. Fiema (de) et Birgitta Hoffmann (en), Limes XVIII: proceedings of the XVIIIth International Congress of Roman Frontier Studies, held in Amman, Jordan (September 2000), vol. 1, Oxford, 2002 (ISBN 1-84171-463-1), p. 301-312.
- (en) « A revised programme and chronology for the building of Hadrian's Wall », dans Philip Freeman, Julian Bennett, Zbigniew T. Fiema (de) et Birgitta Hoffmann (en), Limes XVIII: proceedings of the XVIIIth International Congress of Roman Frontier Studies, held in Amman, Jordan (September 2000), vol. 1, Oxford, 2002 (ISBN 1-84171-463-1), p. 825-834.